# 4133 Heureka
4133 Heureka este un asteroid din centura principală, descoperit pe 17 februarie 1942 de Liisi Oterma.